# Belind Këlliçi
Belind Këlliçi (ur. 25 stycznia 1987 w Tiranie) – albański tenisista, ekonomista i polityk związany z Demokratyczną Partią Albanii; w 2021 roku z jej ramienia uzyskał mandat posła do Zgromadzenia Albanii, wcześniej był przewodniczącym Forum Młodzieżowego Demokratycznej Partii Albanii w latach 2015-2022.

## Życiorys
Ukończył studia z zakresu ekonomii na Państwowym Uniwersytecie Coppin w Baltimore, podczas studiów był członkiem studenckiej drużyny tenisowej. W 2009 roku wrócił do Albanii, gdzie zaangażował się w działalność polityczną, dołączając wówczas do Forum Młodzieżowego Demokratycznej Partii Albanii. Dnia 8 grudnia 2015 roku został wybrany na przewodniczącego tej organizacji, otrzymując 4706 głosów. Podczas pełnienia tej funkcji przez Këlliçiego, młodzieżówka stała się częścią organizacji European Democrat Students oraz nawiązała współpracę z niemiecką Fundacją Konrada Adenauera. Dnia 1 października 2022 roku Këlliçi przestał pełnić funkcję przewodniczącego organizacji młodzieżowej, jego następcą został Besart Xhaferri.
Angażował się w protesty przeciwko premierowi Albanii Ediemu Ramie oraz przeciwko ówczesnemu ministrowi spraw wewnętrznych Sandërowi Lleshajowi, który w konsekwencji podał się do dymisji.
W 2021 roku uzyskał w wyniku wyborów parlamentarnych mandat deputowanego do Zgromadzenia Albanii z ramienia Demokratycznej Partii Albanii. W 2021 roku sprzeciwił się decyzji przewodniczącego partii, Lulzima Bashy, w sprawie wydalenia z koła poselskiego Salego Berishy; 11 grudnia tego roku zwołał partyjne Zgromadzenie Narodowe, którego został przewodniczącym, która przyczyniła się do rezygnacji Bashy ze stanowiska przewodniczącego partii.
Od 28 maja 2022 roku Këlliçi jest jednym z członków Prezydium Demokratycznej Partii Albanii.

## Życie prywatne
Jego pradziadek Masar Këlliçi był członkiem istniejącej w latach 20. XX wieku Rady Narodowej Albanii.